# Sat-chit-ananda
Sat-chit-ananda (Sanskriet: सच्चिदानन्द; "sat" (सत्) zijn, "chit" (चित्) weten of bewustzijn, "ananda" (आनन्द) opperste geluksgevoel) is een beschrijving van de subjectieve ervaring van Brahman, de onveranderlijke werkelijkheid. Deze sublieme ervaring, van pure en oneindige bewustzijn, zou volgens bepaalde takken van de hindoeïstische filosofie, vooral vedanta, een glimp zijn van de uiteindelijke realiteit.

## Etymologie
De beschrijving omvat drie woorden in het Sanskriet: sat, chit en ananda.
- Sat (सत्) betekent "zijn, bestaan", "echt, werkelijk", "waar, goed, juist", of "dat wat echt is, bestaan, essentie, waar zijn, werkelijk bestaand"[2]
- Chit (चित्) betekent "bewustzijn" of "geest"[3][4][5]
- Ananda (आनन्द) betekent "geluk, vreugde, zaligheid", "puur geluk", "gelukzaligheid"[3][4][6]

## Verschillende interpretaties

### Sri Aurobindo
Voor Sri Aurobindo is sat-chit-ananda een beschrijving van Brahman, het hoogste goddelijke wezen. Zo legt hij uit in zijn werk Isha Upanishad: "God is Sachchidananda. Hij openbaart Zich als oneindig Zijn, wiens essentie Bewustzijn is, wiens essentie op zijn beurt Gelukzaligheid is." Verder schrijft hij in een brief: "Sachchidananda is de Ene met een drievoudig aspect. In het Hoogste zijn de drie niet drie, maar één – Zijn is Bewustzijn, Bewustzijn is Gelukzaligheid, en zo zijn ze onafscheidelijk, niet alleen onafscheidelijk, maar zo zeer elkaar, dat ze helemaal niet van elkaar verschillen." En verder: "Er is geen niveau voorbij Sachchidananda."

### Yoekteswar
In zijn boek De heilige wetenschap plaatst Yoekteswar, de leraar van Yogananda, sat boven chit en ananda. In het Vishnuïsme wordt Krishna door de Brahma-Samhita beschreven als sat-chit-ananda-vigraha, wat betekent dat hij de vorm heeft die deze eigenschappen bezit.

### Advaita vedanta
Volgens de leer van advaita vedanta is er geen verschil tussen sat, chit en ananda – het zien van onderscheid tussen deze is een illusie gecreëerd door maya (illusie). Deze termen beschrijven Brahman niet echt (omdat de hoogste werkelijkheid geen delen of eigenschappen heeft), maar tonen hoe het zich manifesteert. Sachidananda is de ervaring van Brahman, die subjectief als extase wordt ervaren en objectief verschijnt als satya (waarheid), jñāna (kennis) en ananta (oneindigheid). Overigens wordt in de advaita vedanta iemand die de ervaring van Brahman heeft meegemaakt een jivanmukta genoemd.

### Monotheïsme
In zijn boek The Experience of God stelt de christelijke theoloog David Bentley Hart het begrip sat-chit-ananda centraal. Het staat voor hem voor de monotheïstische God, een term die hij minder geschikt vindt. Hij ziet hierin de overeenkomst tussen de filosofische tradities van het hindoeïsme, de islam, het Jodendom en het christendom, alsmede het (neo)platonisme en vergelijkbare stromingen.